# أكسالات
أكسالات (بالإنجليزية: IUPAC: ethanedioate)‏ هو أيون ثنائي مع الصيغة C2O42− غالبًا ما يتم استخدام الاسم للمشتقات مثل أملاح حمض الأكساليك، على سبيل المثال:
أكسالات الصوديوم Na 2 C 2 O 4
أو ثنائي ميثيل أكسالات ((CH 3) 2 C 2 O 4).
تشكل الأكسالات أيضًا مركبات التنسيق حيث يتم اختصارها أحيانًا على أنها أوكس.
تشكل العديد من أيونات المعادن رواسب غير قابلة للذوبان مع الأكسالات ومن الأمثلة البارزة على ذلك أكسالات الكالسيوم وهي المكون الأساسي لأكثر أنواع حصوات الكلى شيوعًا.
من المهم معرفة أن الأوكسالات غالبًا ما يتم مصادفتها على أنها ليجند ثنائي الطور مخلب مثل فيريوكسالات البوتاسيوم. عندما تتحول الأكسالات إلى مركز معدني واحد فإنها دائمًا ما تتبنى التشكل المستوي.

## حدوثها في الطبيعة
تحدث الأكسالات في العديد من النباتات حيث يتم تصنيعها عن طريق الأكسدة غير الكاملة للكربوهيدرات.
تشمل النباتات الغنية بالأكسالات السرمق الأبيض والحميض، والعديد من أنواع الأوكسالات. إن جذر و / أو أوراق الراوند والحنطة السوداء غنية بحمض الأكساليك. تشمل النباتات الأخرى الصالحة للأكل التي تحتوي على تركيزات كبيرة من الأوكسالات بترتيب تنازلي فاكهة النجمة (كارامبولا) والفلفل الأسود والبقدونس وبذور الخشخاش والقطيفة والسبانخ والسلق والبنجر والكاكاو والشوكولاتة ومعظم المكسرات ومعظم التوت والسبانخ النيوزيلندي والفاصوليا.  تحتوي أوراق نبات الشاي (كاميليا سينينسيس) على أكبر تركيزات مُقاسة لحمض الأكساليك مقارنة مع النباتات الأخرى. ومع ذلك فإن المشروب المشتق عن طريق التسريب في الماء الساخن يحتوي عادةً على كميات قليلة إلى معتدلة من حمض الأكساليك بسبب كتلة الأوراق الصغيرة المستخدمة في التخمير.

### التأثيرات الفسيولوجية

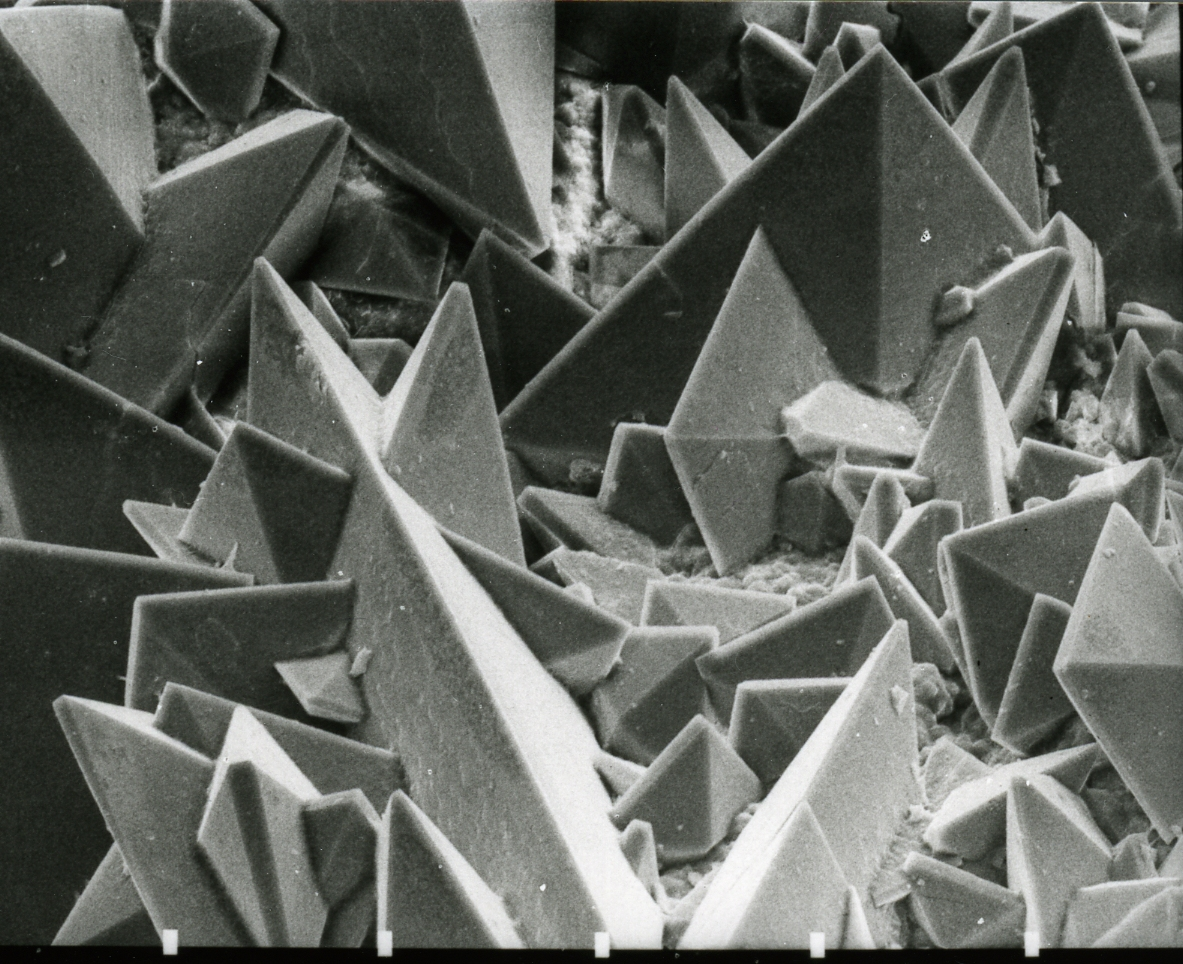
مسح صورة مجهرية إلكترونية لسطح حصى الكلى تظهر بلورات رباعي الزوايا من الأقمار الصناعية (ثنائي هيدرات أكسالات الكالسيوم) الخارجة من الجزء المركزي غير المتبلور من الحجر؛ الطول الأفقي للصورة يمثل 0.5 مم من الصورة الأصلية.

في الجسم، يتحد حمض الأكساليك مع الكاتيونات المعدنية ثنائية التكافؤ مثل الكالسيوم (Ca 2+) والحديد (II) (Fe 2+) لتكوين بلورات من الأكسالات المقابلة التي تفرز بعد ذلك في البول على شكل بلورات دقيقة. يمكن أن تشكل هذه الأوكسالات حصوات أكبر في الكلى يمكن أن تسد الأنابيب الكلوية. ما يقدر بنحو 80 ٪ من حصوات الكلى تتكون من أكسالات الكالسيوم. يُنصح الأشخاص الذين يعانون من اضطرابات الكلى أو النقرس أو التهاب المفاصل الروماتويدي أو بعض أشكال آلام الفرج المزمنة (التهاب الفرج) بتجنب الأطعمة التي تحتوي على نسبة عالية من حمض الأكساليك. تعتبر طرق تقليل محتوى الأكسالات في الطعام ذات أهمية في الوقت الحالي.
أكسالات المغنيسيوم (Mg 2+) أكثر قابلية للذوبان 567 مرة من أكسالات الكالسيوم، لذلك من المرجح أن يترسب الأخير عندما تكون مستويات المغنيسيوم منخفضة ومستويات الكالسيوم والأكسالات مرتفعة. أكسالات المغنيسيوم قابلة للذوبان أكثر بمليون مرة من أكسالات الزئبق.
يبدو أن أكسالات الحديد (II) غير القابلة للذوبان بشكل كبير وتلعب دورًا رئيسيًا في النقرس في تنوي ونمو بولات الصوديوم شديدة الذوبان. وهذا يفسر سبب ظهور النقرس عادة بعد سن الأربعين عندما تتجاوز مستويات الفيريتين في الدم 1 ميكروغرام / لتر. يجب تجنب الأطعمة التي تحتوي على نسبة عالية من الأوكسالات  من قبل الأشخاص الذين يعانون من النقرس أو المعرضين لخطر الإصابة به.
يحفز الكادميوم تحويل فيتامين سي إلى حمض الأكساليك. يمكن أن يكون هذا مشكلة للأشخاص الذين يتعرضون لمستويات عالية من الكادميوم في وجباتهم الغذائية وفي مكان العمل أو من خلال التدخين.
في الدراسات التي أجريت على الفئران يمكن أن تتسبب مكملات الكالسيوم مع الأطعمة الغنية بحمض الأكساليك في ترسب أكسالات الكالسيوم في الأمعاء وتقليل مستويات الأوكسالات التي يمتصها الجسم (بنسبة 97٪ في بعض الحالات). 
يمكن أيضًا إنتاج حمض الأكساليك عن طريق استقلاب الإيثيلين جلايكول («مضاد التجمد») أو حمض الجليوكسيليك أو حمض الأسكوربيك (فيتامين ج). 
أكسالات مسحوق يستخدم كمبيد في تربية النحل لمكافحة عث النحل.
تنتج بعض الفطريات من جنس الرشاشيات حمض الأكساليك.
تشير بعض الأدلة الأولية إلى أن إعطاء البروبيوتيك يمكن أن يؤثر على معدلات إفراز حمض الأكساليك بطريقة إيجابية.

## إفراط
يسمى مستوى الأوكسالات الزائد في الدم بفرط أوكسالات الدم، وتسمى المستويات العالية من الأوكسالات في البول بفرط أوكسالات البول.

### مكتسب
على الرغم من أنه من غير المعتاد فإن استهلاك الأوكسالات (على سبيل المثال رعي الحيوانات على النباتات المحتوية على الأكسالات مثل قضقاض زوفي الأوراق أو الاستهلاك البشري من حميض الخشب أو على وجه التحديد بكميات زائدة الشاي الأسود) قد يؤدي إلى أمراض الكلى أو حتى الموت بسبب تسمم الأكسالات. أفادت مجلة نيو إنجلاند الطبية عن اعتلال الكلية الحاد بالأكسالات «بشكل شبه مؤكد بسبب الاستهلاك المفرط للشاي المثلج» في رجل يبلغ من العمر 56 عامًا كان يشرب «ستة عشر كوبًا سعة 8 أونصات من الشاي المثلج يوميًا» (حوالي 128 أوصنة أمريكية سائلة (3.8 ل)). افترض مؤلفو الورقة أن اعتلال الكلية الحاد بالأكسالات هو سبب غير مشخص جيدًا للفشل الكلوي واقترحوا إجراء فحص شامل للتاريخ الغذائي للمريض في حالات الفشل الكلوي غير المبرر دون بيلة بروتينية (وجود فائض من البروتين في البول) ومع وجود كميات كبيرة من أكسالات الكالسيوم في رواسب البول. قد تساعد مكونات الأوكسالوباكتر في نبتة الأمعاء على التخفيف من ذلك.

### خلقي
فرط أوكسالات البول الأولي هو حالة وراثية نادرة تؤدي إلى زيادة إفراز الأوكسالات مع شيوع حصوات الأكسالات.